# Tony Roche
Anthony (Tony) Dalton Roche (Wagga Wagga, 17 mei 1945) is een voormalig professioneel tennisspeler uit Australië.
Als junior won hij de jongensenkelspeltitel op het Australisch tenniskampioenschap 1964.
Roche werd gecoacht door de Australische tennislegende Harry Hopman, die onder anderen ook Rod Laver en John Newcombe onder zijn hoede had gehad. Mede dankzij zijn linkshandigheid was hij zeer succesvol in zowel het enkel- als het dubbelspel. Zo won hij één grandslamtitel, namelijk op Roland Garros 1966. Ook stond hij vijfmaal in een verloren finale van een grandslamtoernooi. Samen met Newcombe won hij twaalf dubbelspeltitels op grandslamtoernooien.
In 1986 werd Roche opgenomen in de internationale Tennis Hall of Fame.
Na zijn succesvolle carrière werd Roche trainer. Hij trainde onder andere grandslamwinnaars Ivan Lendl, Patrick Rafter, Roger Federer en Lleyton Hewitt.

## Resultaten grandslamtoernooien
| Legenda | Legenda                          |
| ------- | -------------------------------- |
| g.t.    | geen toernooi gehouden           |
| l.c.    | lagere categorie                 |
| –       | niet deelgenomen                 |
| G       | uitgeschakeld in de groepsfase   |
| 1R      | uitgeschakeld in de eerste ronde |
| 2R      | uitgeschakeld in de tweede ronde |
| 3R      | uitgeschakeld in de derde ronde  |
| 4R      | uitgeschakeld in de vierde ronde |
| KF      | uitgeschakeld in de kwartfinale  |
| HF      | uitgeschakeld in de halve finale |
| F       | de finale verloren               |
| W       | het toernooi gewonnen            |
| w-v     | winst/verlies-balans             |

### Enkelspel
| Toernooi        | 1963 | 1964 | 1965 | 1966 | 1967 | 1968 | 1969 | 1970 | 1971 | 1972 | 1974 | 1975 | 1976 | 1977 | 1977 | 1978 | 1979 |
| --------------- | ---- | ---- | ---- | ---- | ---- | ---- | ---- | ---- | ---- | ---- | ---- | ---- | ---- | ---- | ---- | ---- | ---- |
| Australian Open | –    | KF   | HF   | KF   | HF   | –    | HF   | KF   | 4R   | –    | 3R   | HF   | KF   | 3R   | 1R   | KF   | 4R   |
| Roland Garros   | 1R   | 2R   | F    | W    | F    | –    | HF   | –    | –    | –    | –    | –    | –    | –    | –    | –    | –    |
| Wimbledon       | 1R   | 2R   | 2R   | KF   | 2R   | F    | HF   | KF   | 1R   | –    | 3R   | HF   | 4R   | –    | –    | 1R   | –    |
| US Open         | 3R   | KF   | –    | 3R   | –    | 4R   | F    | F    | –    | –    | 3R   | 2R   | –    | –    | –    | –    | –    |

### Mannendubbelspel
| Toernooi        | 1964 | 1965 | 1966 | 1967 | 1968 | 1969 | 1970 | 1971 | 1972 | 1974 | 1975 | 1976 | 1977 | 1977 | 1978 | 1979 | 1981 | 1982 | 1983 |
| --------------- | ---- | ---- | ---- | ---- | ---- | ---- | ---- | ---- | ---- | ---- | ---- | ---- | ---- | ---- | ---- | ---- | ---- | ---- | ---- |
| Australian Open | HF   | W    | F    | W    | –    | HF   | 3R   | W    | HF   | HF   | HF   | W    | W    | KF   | 2R   | –    | –    | –    | –    |
| Roland Garros   | F    | –    | –    | W    | –    | W    | –    | –    | –    | –    | –    | –    | –    | –    | –    | –    | –    | –    | –    |
| Wimbledon       | KF   | W    | –    | KF   | W    | W    | W    | 1R   | –    | W    | KF   | 1R   | –    | –    | 3R   | –    | 1R   | 1R   | 1R   |
| US Open         | –    | –    | –    | W    | KF   | KF   | 2R   | –    | –    | HF   | 2R   | –    | –    | –    | –    | –    | –    | –    | –    |